# Liste der Biografien/Brul
Liste der Biografien |
Portal Biografien |
Personensuche
# |
A |
B |
C |
D |
E |
F |
G |
H |
I |
J |
K |
L |
M |
N |
O |
P |
Q |
R |
S |
T |
U |
V |
W |
X |
Y |
Z |
?
 
Ba |
Be |
Bd |
Bg |
Bh |
Bi |
Bj |
Bl |
Bm |
Bn |
Bo |
Br |
Bs |
Bu |
Bw |
By |
Bz
 
Bra |
Brc |
Brd |
Bre |
Brg |
Bri |
Brj |
Brk |
Brl |
Brn |
Bro |
Brp–Brt |
Bru |
Brv |
Bry |
Brz
 
Brua |
Brub |
Bruc |
Brud |
Brue |
Bruf |
Brug |
Bruh |
Brui |
Bruj |
Bruk |
Brul |
Brum |
Brun |
Brup |
Brur |
Brus |
Brut |
Bruu |
Bruv |
Bruw |
Brux |
Bruy |
Bruz
Die Liste der Biografien führt alle Personen auf, die in der deutschsprachigen Wikipedia einen Artikel haben. Dieses ist eine Teilliste mit 46 Einträgen von Personen, deren Namen mit den Buchstaben „Brul“ beginnt.

## Brul

### Brula
- Bruland, Bjarte (* 1947), norwegischer Radrennfahrer
- Bruland, Bjarte (* 1969), norwegischer Historiker
- Bruland, Sverre (1923–2013), norwegischer Trompeter und Dirigent
- Brulart de Genlis, Pierre († 1608), französischer Außenminister
- Brulart de La Borde, Marie († 1763), Première dame d’honneur der Königin Maria Leszczyńska
- Brûlart de Sillery, Charles-Alexis (1737–1793), Maréchal de camp
- Brûlart de Sillery, Fabio (1655–1714), französischer römisch-katholischer Bischof und Dichter
- Brûlart de Sillery, Louis Philogène (1702–1770), französischer Aristokrat und Diplomat
- Brûlart de Sillery, Nicolas (1544–1624), französischer Kanzler und Siegelbewahrer
- Brulart de Sillery, Pamela (1773–1831), Tochter Louis-Philippe II. Joseph de Bourbon, duc d’Orléans
- Brûlart de Sillery, Pierre († 1640), französischer Außen- und Kriegsminister

### Brule
- Brulé, André (1922–2015), französischer Radrennfahrer
- Brûlé, Étienne (1592–1633), französischer Entdecker
- Brulé, Gilbert (* 1987), kanadischer Eishockeyspieler
- Brulé, Julien (* 1875), französischer Bogenschütze
- Brulé, Steve (* 1975), kanadischer Eishockeyspieler
- Brûlé, Tyler (* 1968), kanadischer Medienunternehmer, Journalist und DesignerTyler Brûlé (* 1968)

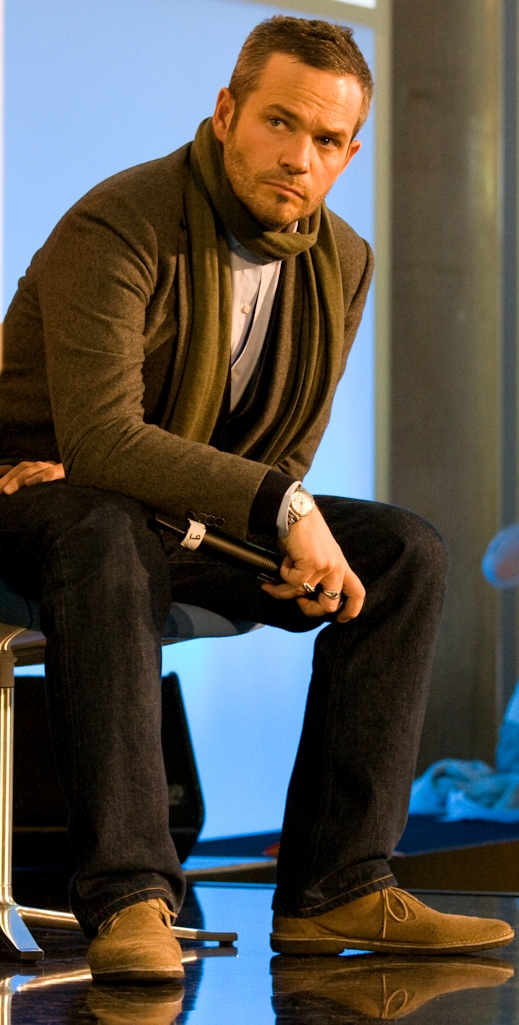
Tyler Brûlé (* 1968)

- Bruletowa, Ljubow Alexandrowna (* 1973), russische Judoka
- Brulez, Patrick (* 1950), französischer Fußballspieler

### Brulh
- Brülhart, Hiram (1878–1947), Schweizer Kunstmaler

### Bruli
- Brülisauer, Willy (* 1967), Schweizer Berufsoffizier

### Brull
- Brüll, Adolf (1846–1908), Religionspädagoge, Religionswissenschaftler, Theologe und Redakteur
- Brüll, Carl-Albert (1902–1989), deutscher Rechtsanwalt
- Brüll, Dieter (1922–1996), deutsch-niederländischer Sozialwissenschaftler und Anthroposoph
- Brüll, Heini (1924–1990), deutscher Fußballspieler
- Brüll, Ignaz (1846–1907), österreichischer Komponist und Pianist
- Brüll, Jakob (1812–1889), Rabbiner
- Brull, Joan (1863–1912), katalanischer Maler des Symbolismus
- Brüll, Peter (1938–2018), deutscher Politiker (CDU), MdL
- Brüll, Will (1922–2019), deutscher Bildhauer
- Brullé, Gaspard Auguste (1809–1873), französischer Entomologe
- Brülle, Karl-Heinz (* 1949), deutscher Politiker (SPD), MdL
- Brullé, Louis-Claude († 1772), französischer Buchdrucker und Enzyklopädist
- Brülle, Wilhelm (1891–1917), deutscher Turner
- Brulliot, Franz (1780–1836), deutscher Maler, Kupferstecher und Kunsthistoriker
- Brulliot, Joseph (1739–1827), deutscher Maler
- Brulliot, Karl Johann (1831–1897), deutscher Jurist, Sänger (Bass), Theaterschauspieler, Opernregisseur, Intendant sowie Gesangspädagoge
- Brüllmann, Emil (1902–1988), deutscher Bildhauer und Grafiker
- Brüllmann, Jakob (1872–1938), Schweizer Bildhauer
- Brüllmann, Philipp (* 1975), deutscher Philosoph und Philosophiehistoriker
- Brülls, Albert (1937–2004), deutscher Fußballspieler
- Brülls, Holger (* 1962), deutscher Kunsthistoriker und Denkmalpfleger
- Brully, Pierre († 1545), calvinistischer Prediger

### Brulo
- Brülow, Caspar (1585–1627), deutscher Philologe und lateinischer Dramatiker

### Bruls
- Brüls, Christian (* 1988), belgischer Fußballspieler
- Bruls, Hubert (* 1966), niederländischer Politiker